# Auscultation

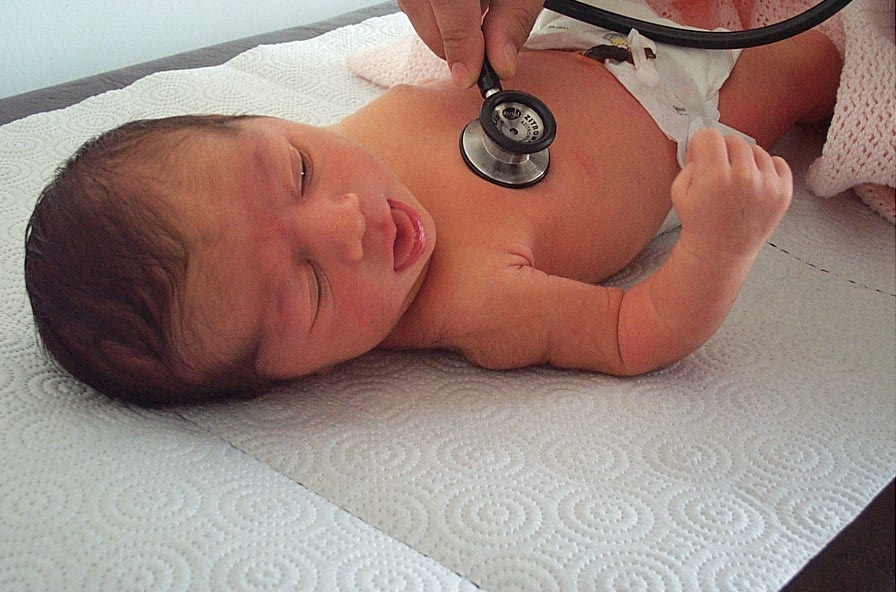
Auscultation pédiatrique d'un nourrisson.

L'auscultation est la partie de l'examen clinique qui consiste à écouter, à l'aide d'un stéthoscope (auscultation médiate), ou simplement l'oreille posée sur le thorax du malade (auscultation immédiate), divers bruits produits par les organes du corps humain, notamment ceux émis par le cœur, les poumons, le tube digestif, les carotides et les artères fémorales. Cette méthode de diagnostic médical a été mise au point par René Laennec en 1816. Elle complète d'autres moyens simples tels que l'inspection, la palpation et la percussion.
Parfois, le terme auscultation est utilisé par erreur abusivement pour décrire un examen clinique.

## Auscultation pulmonaire
Préférentiellement faite sur la face postérieure du thorax, peut aussi se faire en faces antérieure ou latérales. On y recherche la présence des bruits pulmonaires normaux et de bruits adventices (anormaux). Le principal bruit pulmonaire normal est le murmure vésiculaire. C'est le reflet de l'entrée d'air dans les poumons et est modifié dans plusieurs maladies pulmonaires ou pleurales.

## Auscultation cardiaque et vasculaire
Elle permet de diagnostiquer un trouble du rythme ou un souffle cardiaque qui peut être un signe de valvulopathie.
L'auscultation des axes artériels permet de dépister un rétrécissement de l'artère qui doit être confirmé par une échographie-doppler vasculaire. Elle permet aussi de diagnostiquer un volumineux anévrisme intra-crânien chez l'enfant à travers la fontanelle médiane.
Elle aide à la mesure de la pression artérielle grâce aux bruits de Korotkoff.

## Auscultation abdominale
Elle permet d'entendre 2 types de bruits :
- Les bruits hydro-aériques intestinaux : pour diagnostiquer une occlusion ou une reprise du transit post-opératoire, par exemple. Voir tube digestif ;
- Les souffles vasculaires en regard de l’aorte, des artères rénales, des artères iliaques.